# Norbert Michelisz
Norbert Michelisz, född 8 augusti 1984 i Mohács, är en ungersk racerförare

## Racingkarriär

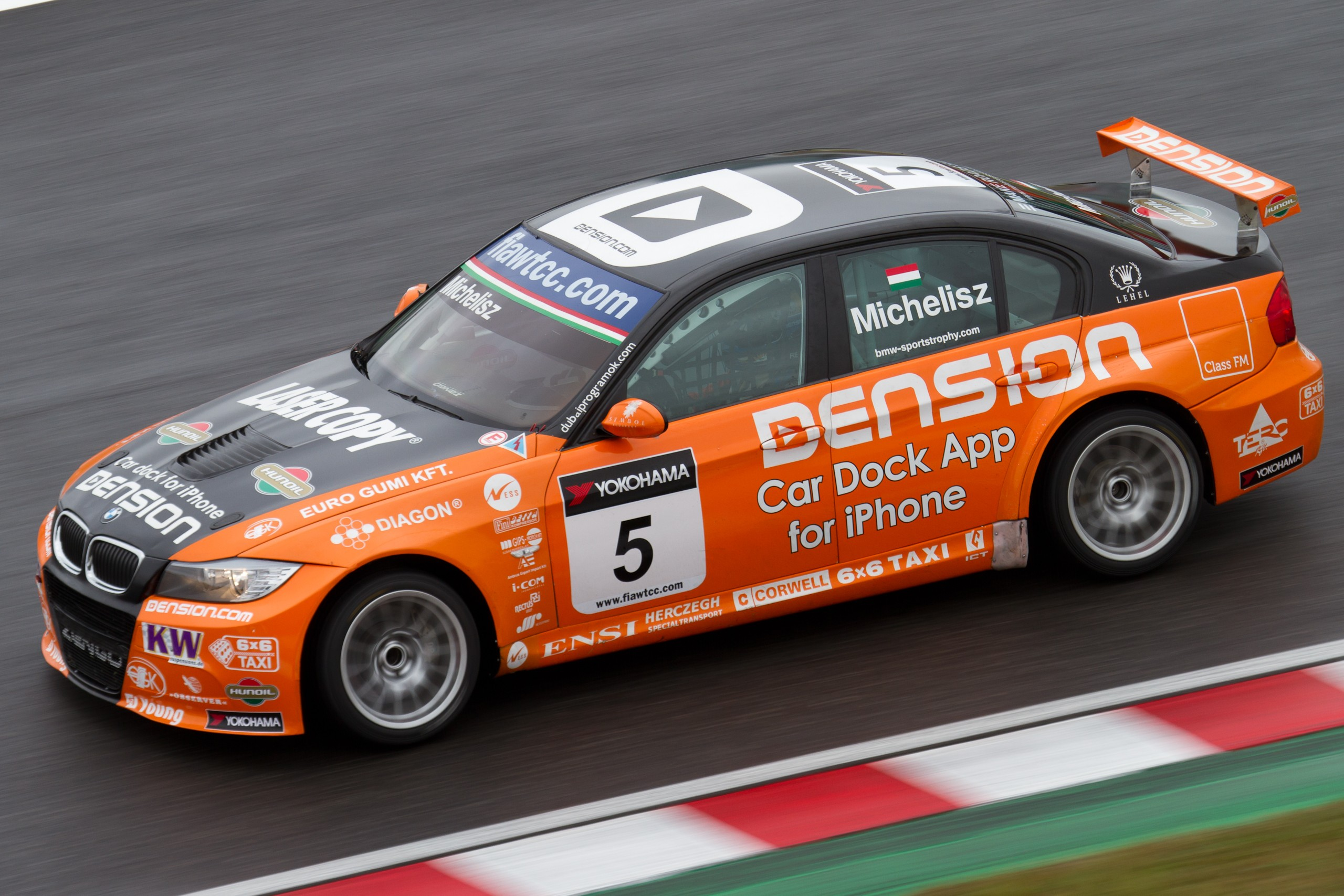
Norbert Michelisz i FIA WTCC Race of Japan på Suzuka International Racing Course 2011.

År 2006 tävlade Michelisz i Suzuki Swift Cup Hungary och lyckades bli mästare. Han följde upp med att vinna Renault Clio Cup Hungary 2007, innan han säsongen 2008 gick upp till SEAT León Eurocup. Han vann ett race på Autodromo Nazionale Monza, men slutade bara på fjortonde plats totalt. Michelisz tävlade även i SEAT León Cup Hungary och slutade där tvåa i förarmästerskapet. Det blev också ett inhopp i World Touring Car Championship på Okayama International Circuit för SUNRED Engineering Development, vilket var ett pris för segern i SEAT León Eurocup.
Michelisz fortsatte i SEAT León Eurocup 2009, tog fem segrar och vann förarmästerskapet. Han körde även i SEAT León Supercopa, där han slutade totalt på tredjeplats. Det blev även detta år ett inhopp i World Touring Car Championship för SUNRED Engineering, men denna gång i FIA WTCC Race of UK på Brands Hatch. I slutet av säsongen deltog han i European Touring Car Cup på Circuito Vasco Sameiro, vann det första racet och slutade trea totalt.
Säsongen 2010 körde Michelisz sin första hela säsong World Touring Car Championship. Detta i en SEAT León 2.0 TDi för Zengő-Dension Team. Han gjorde en jämn säsong och tog poäng i nästan varenda tävling. Den bästa blev det sista tävlingen för säsongen, på Circuito da Guia, då han vann hela racet. Totalt slutade han på nionde plats, samt blev vinnare av WTCC Rookie Challenge.
Till säsongen 2011 bytte han bil till en BMW 320 TC, men fortfarande för samma team. Som bäst tog han en andraplats, i det första racet på hemmaplan i Ungern. Det efterföljande racet gjorde han en rejäl missbedömning in i den första kurvan, bromsade för sent och kapade ledaren Kristian Poulsen rätt i sidan. Säsongen blev därefter mycket ojämn, men slutplaceringen blev densamma som det föregående året. Privatförarcupen ledde han ett tag, men tappade senare rejält och blev fyra.
| År                                               | Klass/Mästerskap                                               | Team                           | Bil                 | Totalt/poäng   | Bästa placering               |
| ------------------------------------------------ | -------------------------------------------------------------- | ------------------------------ | ------------------- | -------------- | ----------------------------- |
| 2006                                             | Suzuki Swift Cup Hungary                                       | ?                              | ?                   | 1:a/?p         | ?                             |
| 2007                                             | Renault Clio Cup Hungary                                       | ?                              | Renault Clio        | 1:a/?p         | ?                             |
| 2008                                             | SEAT León Eurocup                                              | Zengõ Motorsport               | SEAT León           | 14:e/18p       | 1:a på Monza (Race ?)         |
| 2008                                             | SEAT León Cup Hungary                                          | Zengõ Motorsport               | SEAT León Supercopa | 2:a/510p       | Fyra segrar                   |
| 2008                                             | World Touring Car Championship                                 | SUNRED Engineering Development | SEAT León TFSI      | -/0p           | 16:e i Okayama (Race 2)       |
| 2008                                             | World Touring Car Championship - Yokohama Independents' Trophy | SUNRED Engineering Development | SEAT León TFSI      | 19:e/4p        | ?                             |
| 2009                                             | SEAT León Cup Hungary                                          | ?                              | ?                   | 1:a/?p         | ?                             |
| 2009                                             | SEAT León Supercopa                                            | Zengõ Motorsport               | SEAT León           | 3:a/124p       | 1:a på ? (Race ?)             |
| 2009                                             | SEAT León Eurocup                                              | Zengõ Motorsport               | SEAT León           | 1:a/68p        | Fem segrar                    |
| 2009                                             | European Touring Car Cup - Super 2000                          | SEAT Sport                     | SEAT León TDI       | 3:a/14p        | 1:a i Braga (Race 1)          |
| 2009                                             | World Touring Car Championship                                 | SUNRED Engineering             | SEAT León 2.0 TFSI  | -/0p           | Bröt båda                     |
| 2009                                             | World Touring Car Championship - Yokohama Independents' Trophy | SUNRED Engineering             | SEAT León 2.0 TFSI  | 25:a/2p        | Bröt båda                     |
| 2010                                             | World Touring Car Championship                                 | Zengõ-Denison Motorsport       | SEAT León 2.0 TDI   | 9:a/104p       | 1:a i Macau (Race 2)          |
| 2010                                             | World Touring Car Championship - Rookie Challenge              | Zengõ-Denison Motorsport       | SEAT León 2.0 TDI   | 1:a/167p       | Nio segrar                    |
| 2010                                             | SEAT León Supercopa                                            | Zengõ-Dension Team             | SEAT León Supercopa | 23:a/7p        | 7:a på Ricardo Tormo (Race 3) |
| 2011                                             | World Touring Car Championship                                 | Zengő-Dension Team             | BMW 320 TC          | 9:a/88p        | 2:a på Hungaroring (Race 1)   |
| 2011                                             | World Touring Car Championship - Yokohama Trophy               | Zengő-Dension Team             | BMW 320 TC          | 4:a/124p       | Fyra segrar                   |
| 2012                                             | World Touring Car Championship                                 | Zengõ Motorsport               | BMW 320 TC          | säsongen pågår | säsongen pågår                |
| 2012                                             | World Touring Car Championship - Yokohama Drivers' Trophy      | Zengõ Motorsport               | BMW 320 TC          | säsongen pågår | säsongen pågår                |
| Senast uppdaterad: 2012-04-10 (4646 dagar sedan) |                                                                |                                |                     |                |                               |